# Amtsgericht Strelitz
Das Amtsgericht Strelitz war ein Gericht der ordentlichen Gerichtsbarkeit in Strelitz.

## Geschichte
In Strelitz befand sich vor 1879 das großherzogliche Amtsgericht Alt-Strelitz und das großherzogliche Stadtgericht Alt-Strelitz als Eingangsgericht. Daneben bestanden Patrimonialgerichte. Übergeordnete Instanz war die Justizkanzlei Strelitz. Mit der Verordnung zur Ausführung des Gerichtsverfassungsgesetzes vom 27. Januar 1877 vom 17. Mai 1879 wurden die Änderungen der Reichsjustizgesetze im Großherzogtum Mecklenburg-Strelitz umgesetzt. Die bisherigen Gerichte wurden aufgehoben, und es wurden zehn Amtsgerichte (darunter das Amtsgericht Strelitz), ein Landgericht (das Landgericht Neustrelitz) und ein Oberlandesgericht (das gemeinsame Oberlandesgericht Rostock) geschaffen.
Der Gerichtssprengel des Amtsgerichts Woldegk umfasste danach die Stadt Strelitz mit Drewesmühlen, Emilienhütte, Marly, Bürgerziegelei und Töbe’s Ziegelei, aus dem Domanialamt Strelitz die Orte Brückentin, Comthurei, Fürstensee mit Domjuch, Goldenbaum mit Schweizerhaus und Willert’s Mühle, Grammertin, Rollenhagen mit Rodenskrug, Strelitzer Bauhof und Amtsfreiheit mit Kalkhorst, Radelandsche Ziegelei und Christansburg, Thurow mit Zechow, Klein Trebbow mit Groß Trebbow, Wokuhl mit Gnewitz und Neubrück, Wutschendorf und Zinow sowie aus dem Domanialamt Feldberg die Orte Georgenhof und Rödlin. Das Amtsgericht hatte 1880 eine Richterstelle und war für 6274 Gerichtseingesessene verantwortlich. Es war damit ein kleines Gericht im Landgerichtsbezirk.
Nach dem Zweiten Weltkrieg wurden die Amtsgerichte im Land Mecklenburg neu geordnet, und das Amtsgericht Strelitz wurde nicht wieder errichtet.